# Нешкоро (Висконсин)
Нешкоро (енгл. Neshkoro) град је у америчкој савезној држави Висконсин.

## Демографија
По попису из 2010. године број становника је 434, што је 19 (-4,2%) становника мање него 2000. године.
| Група             | 2000.       | 2010.       |
| Белци             | 447 (98,7%) | 406 (93,5%) |
| Афроамериканци    | 0 (0,0%)    | 0 (0,0%)    |
| Азијати           | 3 (0,7%)    | 3 (0,7%)    |
| Хиспаноамериканци | 3 (0,7%)    | 20 (4,6%)   |
| Укупно            | 453         | 434         |